# Archibald Vincent Arnold
Archibald Vincent Arnold né le 24 février 1889 à Collinsville dans le Connecticut et décédé le 4 janvier 1973 est un général américain.

## Biographie
Arnold est le commandant en second de la 7e division d'infanterie légère lors de la campagne des îles Aléoutiennes. Arnold demeure commandant en second de la 7e durant le reste de la guerre du Pacifique jusqu'à ce qu'il soit placé au commandement de la 7e.
Arnold est le commandant de la 7e lors de la campagne des Philippines et la bataille d'Okinawa. Il a reçu la Médaille du service distingué pour son service durant la Seconde Guerre mondiale.
Après la guerre, il est nommé gouverneur militaire de la Corée. Il sert comme directeur délégué américain à la Commission mixte américano-URSS qui s'est réuni à Séoul, en Corée, en janvier 1946, puis à la Commission mixte américano-soviétique qui a suivi en avril 1946. La tâche principale de la Commission mixte était de réunir le Nord et le sud de la Corée après la division de 1945.